# Síndrome de Apert
El síndrome de Apert es un tipo de acrocefalosindactilia, un trastorno congénito caracterizados por deformaciones en el cráneo, cara, manos y pies. Se suele clasificar como un síndrome del arco branquial, con afectación del primer arco branquial; que en los humanos es precursor del maxilar y mandíbula. Las perturbaciones en el desarrollo de los arcos branquiales en el desarrollo fetal provocan efectos duraderos y generalizados.
| El Síndrome de Apert pertenece al grupo de síndromes de craneosinostosis por FGFR junto con : - Síndrome de Apert - Síndrome de la cutis girada de Beare-Stevenson - Displasia de hueso doblado - Síndrome de Crouzon con acantosis nigricans - Síndrome de Jackson-Weiss - Síndrome de Muenke - Síndrome de Pfeiffer - Sinostosis coronal aislada |

## Etimología
En 1906, Eugène Apert, un médico francés, describe a nueve pacientes que comparten atributos y características similares. Lingüísticamente Acrocefalosindactilia tendría el siguiente origen; "acro" es una palabra griega para designar una "cumbre", refiriéndose a la frente alta que es característica común en el síndrome. "Céfalo", que también proveniente del griego, significa "cabeza". Sindactilia hace referencia a la fusión de dedos de manos y pies.

## Fisiopatología
Durante el desarrollo embriológico, las manos y pies se forman gracias a células que siguen un programa de muerte selectiva (apoptosis), lo que finalmente provoca la separación de los dígitos. En los casos de acrocefalosindactilia, no se produce la muerte selectiva y por lo tanto la piel, y más raramente los huesos, de dedos de manos y pies permanecen unidos.
También existe una afectación de los huesos craneales, similares al síndrome de Crouzon o al síndrome de Pfeiffer. La craneosinostosis ocurre cuando los huesos del cráneo y cara del feto se funden demásiado tempranamente, aún in utero, afectando el normal crecimiento de los huesos. La fusión de diferentes suturas conduce a diferentes patrones de crecimiento del cráneo. Las variantes incluyen: trigonocefalia (fusión de la sutura metópica), braquicefalia (fusión de la sutura coronal), dolicocefalia (fusión de la sutura sagital, plagiocefalia (fusión de las suturas coronal y lambdoidea en forma unilateral), y oxicefalia o turricefalia (fusión de las suturas coronal y lamboidal)
Los estudios más extensos muestran una incidencia de 1 en 65 000 nacidos vivos, sin preferencias de sexo.

## Cuadro clínico

### Craneosinostosis
Las deformaciones craneales son los efectos más evidentes de la acrocefalosindactilia. La craniosinostosis se presenta con braquiocefalia, siendo este el patrón de crecimiento más común. Otra característica común es la frente alta y prominente, con una nuca plana. Debido al cierre prematuro de la sutura coronal, se puede presentar un aumento de la presión intracraneal y esto puede conducir a una deficiencia mental. Puede presentarse también un rostro plano o cóncavo como producto del defecto en el desarrollo de los huesos medios de la cara, conduciendo al prognatismo. Otras características de la acrocefalosindactilia pueden incluir órbitas hundidas y de bordes huesudos y ojos ampliamente separados. Otra característica típica de los síndromes del arco branquial es un par de orejas pequeñas.

### Sindactilia
Todos los síndromes acrocefalosindactilares muestran algún nivel de anormalidades en los miembros de modo que resulta difícil hacer distinciones en este punto; sin embargo, las malformaciones típicas que aparecen en las manos de pacientes con síndrome de Apert son distintivas de otros síndromes.
Las manos de pacientes con síndrome de Apert siempre muestran cuatro características comunes:
1. Un pulgar corto con desviación radial.
2. Sindactilia compleja de los dedos índice, mayor y anular.
3. Sinbraquifalangismo
4. Sindactilia simple en el cuarto espacio interdigital.

Las malformaciones en el espacio entre el índice y el pulgar son variables. Basados en este primer espacio interdigital, es posible diferenciar tres tipos diferentes de malformaciones:
- Tipo I: también llamada "mano espada". Que es el tipo más común y menos severo de malformación. El pulgar presenta una desviaciaón radial y clinodactilia, pero se encuentra separado del dedo índice. El índice, medio y anular se encuentran fundidos en la articulación interfalangeal distal produciendo una palma plana. Durante el estadio embrional la fusión no tiene efecto sobre el crecimiento longitudinal de estos dedos, por lo que tienen una longitud normal. En el cuarto espacio interdigital siempre se observa una sindactilia simple, ya sea completa o incompleta.

- Tipo II: también llamada "mano de cuchara" o en "manopla". Esta es una malformación más seria debido a que el pulgar se encuentra unido al dedo índice por una sindactilia simple ya sea completa o incompleta. únicamente la falange distal del pulgar no se encuentra unida a nivel óseo con el índice y posee una uña separada. Debido a la unión de los dedos al nivel de las articulaciones interfalángicas distales, se produce una mano cóncava. La mayoría de las veces aparece también una sindactilia completa del cuarto espacio.

- Tipo III: También llamada mano en "pezuña" o en "capullo de rosa". Esta es la forma menos común, pero también la más severa de las malformaciones en el síndrome de Apert. En esta existe una fusión sólida, ósea o cartilaginosa, de todos los dedos, con una única uña continua. El pulgar se encuentra girado hacia dentro y por lo tanto resulta imposible distinguir a cada dedo por separado. Por lo general resulta muy difícil obtener imágenes radiográficas o de resonancia de la mano debido a la superposición de los huesos, pero la exploración física por sí sola no es suficiente para evaluar la gravedad de la malformación.

|                             | Tipo I ("espada")                | Tipo II ("manopla")                                             | Tipo III ("capullo de rosa")                             |
| --------------------------- | -------------------------------- | --------------------------------------------------------------- | -------------------------------------------------------- |
| Primer espacio interdigital | Sindactilia simple               | Sindactilia simple                                              | Sindactilia compleja                                     |
| Los tres dedos medios       | Fusión lado-lado con palma plana | Fusión de las puntas de los dedos produciendo una palma cóncava | Fusión estrecha de todos los dedos con una uña continua. |
| Cuarto espacio interdigital | Sindactilia simple e incompleta  | Sindactilia simple y completa                                   | Sindactilia simple y completa                            |

### Otros hallazgos
Recientemente, Herman T.E. et al., en Estados Unidos de América y Ercoli G. et al., en Argentina, reportaron casos de síndrome de Apert asociados a onfalocele, un defecto de la pared abdominal en el cual las vísceras abdominales protruyen hacia el exterior a nivel umbilical.

## Etiología
Sobre la base de la evidencia empírica la acrocefalosindactilia podría tratarse de un desorden autosómico dominante. Niños y niñas se encuentran igualmente afectados; sin embargo queda por investigar la causa exacta. Sin embargo, casi todos los casos son esporádicos, implicando mutaciones de novo o algún tipo de daño ambiental sobre el genoma. La descendencia de un padre con el síndrome de Apert tiene una probabilidad del 50% de heredar la enfermedad. En 1995, A.O.M. Wilkie publicó un documento que muestra evidencia de que acrocefalosindactilia es causada por un defecto en el gen del receptor del factor de crecimiento de fibroblastos 2, ubicado en el cromosoma 10.
El síndrome de Apert es un desorden autosómico dominante; aproximadamente dos tercios de los casos son debidos a un cambio de una citosina por una guanina en la posición 755 en el gen FGFR2, lo que causa un cambio de una serina por un triptófano en la proteína.
 Este es un "punto caliente" para mutaciones específico de ascendencia masculina: en un estudio de 57 casos, la mutación ocurrió siempre en el alelo paterno del gen. Sobre la base de la prevalencia de la enfermedad entre los nacimientos (1 en 70.000), la tasa aparente de mutaciones C por G en este sitio es de aproximadamente 0,00005, lo cual es de 200 a 800 veces más alta que la tasa normal de mutaciones en dinucleótidos CG. Y aún más, la incidencia aumenta ajustadamente con la edad del padre. Goriely y colaboradores en el año 2003 analizaron la distribución alélica de mutaciones en las muestras de esperma provenientes de hombres con diferentes edades, concluyendo que la explicación más simple para los datos recaudados es que la mutación C por G provee a las células una ventaja en el desarrollo de la línea germinal masculina.
Todavía no se encuentra muy claro el porqué de que las personas que padecen el síndrome de Apert expresan ambas características, sindactilia y craneosinostonosis. Existe al menos un estudio que sugiere que esto se encuentra relacionado con la expresión de tres isoformas del gen FGFR2, el gen sobre el cual las mutaciones puntuales causan el síndrome en un 98% de los pacientes. El receptor del factor de crecimiento de queratinocitos (KFGR), es la isoforma activa en la metáfisis y en las articulaciones interfalángicas. El FGFR1 es la isoforma activa en la diáfisis. El FGFR2-Bek es activo en la metáfisis y en la diáfisis, pero también en el mesénquima interdigital. La mutación puntual incrementa la activación dependiente de ligando del FGFR2, y también de sus isoformas. Esto significa que el FGFR2 pierde su especificidad, causando la unión del factor de crecimiento de fibroblastos (FGF) allí donde normalmente no debería unirse al receptor. Debido a que el FGF suprime la apoptosis, esto causa que el mesénquima interdigital se conserve. El FGF además aumenta la replicación y diferenciación de osteoblastos, causando por lo tanto la fusión temprana de varias suturas del cráneo. Esto podría explicar porque ambos síntomas se encuentran siempre juntos en el síndrome de Apert.

## Tratamientos

### Craneosinostosis
Un tratamiento necesario es la cirugía para prevenir el cierre de las suturas coronales, con esto se evitan los daños durante el desarrollo cerebral. En particular, se suele utilizar un tipo de cirugía llamada avance fronto-obitario que es una cirugía de elongación ósea en la cual se separa el bloque del tercio medio o el tercio superior de la cara del resto del cráneo, con el objeto de reposicionar los huesos en el plano correcto. Estas cirugías son llevadas a cabo conjuntamente por neurocirujanos, cirujanos maxilofaciales, cirujanos plásticos y dentistas. A edades tempranas es posible que el tratamiento con suturectomías simples asistidas por endoscopia mejore la historia natural de la deformidad craneofacial.

### Sindactilia
No existe un tratamiento estándar para las malformaciones en las manos debidas al síndrome de Apert, debido a las diferencias en las manifestaciones clínicas de diferentes pacientes. Cada paciente debe ser evaluado por separado y tratado en la misma forma, tratando de conseguir un balance adecuado entre funcionalidad de la mano y estética.
Sin embargo, se pueden seguir una serie de delineamientos generales dependiendo de la severidad de las malformaciones. En general se recomienda comenzar por liberar los espacios interdigitales primero y cuarto liberando así los dedos más externos. Esto posibilita que el niño empiece a asir cosas con sus manos, lo cual es una función muy importante en el desarrollo del niño. Luego se pueden liberan los espacios segundo y tercero.
Debido a que existen tres tipos diferentes de manos en el síndrome de Apert, cada cual con su propio tipo de malformaciones, cada cual necesita un diferente enfoque para su tratamiento.:
- Las manos de tipo I por lo general únicamente requieren la liberación de los espacios interdigitales. La apertura del primer espacio se requiere en muy raras ocasiones, pero es frecuente que requiera profundizarlo. Puede requerir una corrección para la clinodactilia del pulgar.

- Las manos de tipo II por lo general requieren que se liberen primeramente el pulgar y el cuarto dedo, para luego proceder a liberar el segundo y tercer espacios interdigitales. También puede requerir corrección de la clinodactilia del pulgar. Puede requerir la elongación de la falange del pulgar, incrementando de esta forma el primer espacio interdigital. En ambos tipos de manos (I y II), la sindactilia recurrente del segundo espacio interdigital puede ocurrir debido a una pseudoepífisis en la base metacarpiana del índice. Esto puede ser corregido en posteriores cirugías.

- Las manos de tipo III son las que presentan un mayor desafío para su tratamiento debido a la complejidad de las malformaciones. Primero que nada, es recomendable liberar el primer y cuarto espacios interdigitales, convirtiéndolas entonces en manos de tipo I. El tratamiento para las maceraciones y las infecciones del lecho ungueal pueden de este modo realizarse también al comienzo del tratamiento. Para aumentar el primer espacio, se puede realizar una elongación ósea del pulgar. Se sugiere considerar la amputación del dedo índice en casos de gran severidad. Sin embargo, antes de tomar esta decisión es importante sopesar la probable mejoría de la funcionalidad de la mano contra los posibles problemas psicológicos que el niño pudiera experimentar más tarde debido a la estética de su mano. Posteriormente se puede proceder a la liberación de los espacios segundo y tercero.

Acompañando al crecimiento del niño, y de su mano respectivamente, suele ser necesario llevar a cabo cirugías de revisión para liberar posibles contracturas y mejorar la apariencia estética.

## Importancia dental
Entre las características comunes pertinentes de acrocefalosindactilia se encuentran un paladar de arco alto, prognatismo pseudomandibular (que aparece como prognatismo mandibular), un paladar estrecho, y apiñamiento dental.